# بيل هولبرت
بيل هولبرت (بالإنجليزية: Bill Holbert)‏ هو لاعب كرة قاعدة أمريكي، ولد في 14 مارس 1855 في بالتيمور في الولايات المتحدة، وتوفي في 20 مارس 1935 في لوريل في الولايات المتحدة.

## وصلات خارجية
- بيل هولبرت على موقعبيزبول رفرنس.كوم (الدوري الرئيسي) (الإنجليزية)